# Duong Van Minh
Duong Van Minh, född den 16 februari 1916 i Mỹ Tho-provinsen, död den 6 augusti 2001 i Pasadena, Kalifornien, var en vietnamesisk general och politiker, populärt kallad ”Big Minh”.

## Biografi
Minh var son till en förmögen godsägare som hade en framträdande plats i finansdepartementet i den franska koloniala administrationen. Han gick i en topprankad fransk kolonial skola i Saigon, där kung Norodom Sihanouk i Kambodja också studerade. Till skillnad från många av sina klasskamrater, antog Minh franskt medborgarskap och gick med i Corps indigène, den lokala avdelningen av den franska kolonialarmén.
Han började sin militära karriär 1940 och var en av endast 50 vietnamesiska officerare att tas i tjänst, när han tog examen från École Militaire i Frankrike. Under 1940-talet, invaderades Indokina av det kejserliga Japan som tog kontroll från Frankrike. Minh tillfångatogs och hade senare bara en enda tand som återstod efter tortyren han lidit i händerna på Kempeitai (den japanska militärpolisen).
Minh överfördes sedan till den franskstödda Vietnams nationella armé (VNA) 1952. År 1954 blev han tillfångatagen av Vietminh men lyckades fly efter att ha strypt en kommunistisk vakt. I maj 1955 ledde han VNA-styrkorna i slaget vid Saigon, när de nedkämpade Bình Xuyens kriminella privatarmé i urban krigföring i stadsdelen Cho Lon. Med Binh Xuyen besegrad vände Diệm sin uppmärksamhet till att erövra Hoa Hao. Segrarna över Hoa Hao och Binh Xuyen var höjdpunkten av Minhs karriär på slagfältet.
Minhs framgångar gav honom respekt i USA och han skickades för vidare utbildning vid US Command and General Staff College i Fort Leavenworth i Kansas. När han återvände till Vietnam var han militär rådgivare åt Diem under åren 1962-1963. När Minh fick veta att de inte hade något emot att den impopulära Diem avsattes, blev Minh landets näst högsta general, och han ledde kuppen mot Diem i november 1963. Minh tog makten som ledare för en militärjunta den 6 november. Han hade vid denna tid ett starkt amerikanskt stöd men avsattes den 30 januari 1964 av general Nguyễn Khanh, som ansåg att Minh inte hade tillräckligt fokus på kampen mot Vietcong.
Minh gick då i exil i Bangkok, men hade fortfarande starkt stöd från USA bl. a. genom CIA, och publicerade 1968 en artikel med analys av situationen i Vietnam i den berömda utrikespolitiska tidskriften Foreign Affairs där han tog starkt ställning mot Vietcong och idén om en koalitionsregering med denna grupp. Samma år återvände han till Vietnam med USA:s stöd.
Tillbaka i Vietnam, var han en del av oppositionen mot president Nguyen Van Thieu, som fortfarande hade USA:s stöd. Han ställde upp som kandidaten i presidentvalet 1971, men drog sig tillbaka när det stod klart att valet hölls för att säkerställa Văn Thiệus omval.
Minh sågs slutligen som ett möjligt tredje alternativ för att förhindra ett militärt övertagande från Nordvietnam. Detta hade också samband med att hans bror Dương Văn Nhut var en general i den nordvietnamesiska armén. År 1973 lade Minh fram ett politiskt program för Sydvietnam, vilket var en kompromiss mellan Văn Thiệus positioner och Vietcong. Văn Thieu var med USA:s stöd dock starkt emot sådana kompromisser.
Mot slutet av april 1975, blev det klart att Sydvietnam skulle förlora Vietnamkriget , och Van Thieu flydde till Taiwan och överlämnade makten till sin vicepresident Tran Van Huong. Văn Huong försökte förgäves att få fredssamtal med Nordvietnam, och när detta misslyckades, lämnade han över makten till Minh.
April 28 var Minh president och han försökte sluta fred med Nordvietnam. Vid denna tid den militära situationen sådan att Nordvietnam inte hade något att vinna på en uppgörelse med Minh. 
När Saigon föll två dagar senare förklarade Minh i ett radiotal ovillkorlig kapitulation och att "Republiken Vietnams (Sydvietnam) policy är politik för fred och försoning, för att rädda vårt folks blod. Vi förväntar oss här att den provisoriska revolutionära regeringen som tar över makten kommer att förhindra meningslösa blodspillan."
År 1983 fick Minh, efter åtta år i husarrest, emigrera till Frankrike och bosatte sig utanför Paris, där hans två söner lever i idag. På senare år bodde han i Pasadena på Los Angeles med sin dotter, där han dog vid en ålder av 85 år.